# Koszmosz–335
A Koszmosz–335 (oroszul: Космос 335) Koszmosz műhold, a szovjet műszeres műhold-sorozat tagja, színképelemző műhold.

## Küldetés
Dnyepropetrovszk (oroszul: Днепропетровск), Ukrajnában volt a központja több Koszmosz műhold összeszerelésének. A műholdakat típusjelzéssel látták el (sikertelen indításnál a következő indítás kapta a jelölést). Feladata a Föld atmoszférájának felülről történő vizsgálata. A Föld felső atmoszférája fontos szerepet játszik a felszíni és a műholdas kommunikációban és navigációban, sűrűsége befolyásolja az alacsony földkörüli pályán (LEO) keringő műholdak élettartamát. Szabványosított, katonai és polgári programot ellátó műhold. Áramforrása kémiai és napelemes kombináció.

## Jellemzői
1970. április 24-én a Kapusztyin Jar rakétakísérleti lőtérről a Majak–2 indítóállásából egy (63SZ1) (Koszmosz–2I) típusú hordozórakétával juttatták Föld körüli, közeli körpályára. Mérési adatait elektronikus úton továbbította a földi vételi helyek irányába. Az orbitális egység pályája 90,9 perces, 48,4 fok hajlásszögű, elliptikus pálya perigeuma 250 kilométer, apogeuma 401 kilométer volt. Hasznos tömege 400 kilogramm. Aktív szolgálati ideje után, 1970. június 22-én a Föld légkörébe visszatérve, tervszerűen megsemmisült.

## Külső hivatkozások
- Koszmosz–335. nasa.gov. (Hozzáférés: 2012. november 18.)

| Elődje: Koszmosz–334 | Koszmosz-program 1970 | Utódja: Koszmosz–336 |